# Блокировка (программирование)
В информатике, блокировка — механизм синхронизации, позволяющий обеспечить исключительный доступ к разделяемому ресурсу между несколькими потоками. Блокировки — это один из способов обеспечить политику управления распараллеливанием.

## Типы блокировок
В основном, используется мягкая блокировка, при этом предполагается что каждый поток пытается получить блокировку перед доступом к соответствующему разделяемому ресурсу. В некоторых системах предоставляется механизм обязательной блокировки, при его использовании попытка несанкционированного доступа к заблокированному ресурсу будет прервана через создание исключения в потоке, который пытался получить доступ.
Семафор — самый простой тип блокировки. С точки зрения доступа к данным не делается никаких различий между режимами доступа: общим (только чтение) или эксклюзивным (чтение и запись). В режиме общего доступа несколько потоков могут запросить блокировку для доступа к данным в режиме «только чтение». Также используется эксклюзивный режим доступа в алгоритмах обновления и удаления.
Типы блокировок различают по стратегии блокировки продолжения исполнения потока. В большинстве реализаций запрос блокировки препятствует дальнейшему исполнению потока, пока не появится доступ к заблокированному ресурсу.
Спинлок — это блокировка, которая ожидает в цикле, пока не появится доступ. Такая блокировка очень эффективна, если поток ожидает блокировку незначительный интервал времени, это позволяет избежать избыточной перепланировки потоков. Затраты на ожидание доступа будут значительными при длительном удержании блокировки одним из потоков.
Для эффективной реализации механизма блокировки требуется поддержка на аппаратном уровне. Аппаратная поддержка может быть реализована в виде одной или нескольких атомарных операций, таких как «test-and-set», «fetch-and-add» или «compare-and-swap». Такие инструкции позволяют без прерываний проверить, что блокировка свободна и, если это так, то занять блокировку.
В однопроцессорных системах есть возможность исполнять инструкции без аппаратных прерываний, используя специальные инструкции или префиксы инструкции, которые временно отключают прерывания, но такой подход не работает в многопроцессорных системах с общей памятью. Полная поддержка блокировок в многопроцессорном окружении может потребовать достаточно сложной аппаратной и программной поддержки со значительными проблемами синхронизации.